# Code de procédure civile suisse
Pour les autres articles nationaux ou selon les autres juridictions, voir Code de procédure civile.
Lire en ligne

Site officiel

Le Code de procédure civile suisse (CPC) du 19 décembre 2008 contient l'essentiel des règles de procédure civile applicables en Suisse. Il est entré en vigueur le 1er janvier 2011.

## Historique

### Situation avant son adoption
Jusqu'à l'entrée en vigueur du Code de procédure civile (CPC), la procédure civile suisse était régie par le droit cantonal, c'est-à-dire que vingt-six lois de procédure civiles coexistaient en parallèle, en plus de la loi de procédure civile fédérale (applicable devant les instances fédérales uniquement). Outre ces nombreuses lois, le droit fédéral contenait également quelques garanties de procédure (voir par l'exemple l'art. 29 de la Constitution fédérale) ainsi que des dispositions de procédure civile éparses (par exemple, les art. 135-149 du code civil suisse concernant la procédure de divorce, ou l'art. 259i du code des obligations qui régissait la procédure devant l'autorité de conciliation en matière de baux à loyer).
Le 12 mars 2000, le peuple et les cantons suisses acceptèrent une modification des articles 122 et 123 de la Constitution fédérale. Par ces amendements, la Confédération reçut la compétence d'adopter des lois de procédure civile et pénale unifiées, c'est-à-dire applicables dans l'ensemble du pays.
Cette révision de la Constitution eut lieu principalement dans le but de mettre un terme au morcellement du droit, source d'insécurité juridique. Ce processus d'unification sur le plan suisse s'inscrit dans un contexte d'harmonisation internationale du droit de la procédure civile. Ainsi, le 16 décembre 1988, de nombreux États européens avaient adopté la Convention de Lugano qui fixe des règles communes afin de déterminer la compétence des tribunaux en matière internationale et les conditions de la reconnaissance de jugements étrangers.
La première étape de l'unification de la procédure civile suisse fut l'adoption de la loi sur les fors en matière civile (LFors), le 24 mars 2000. Cette loi, principalement destinée à adapter le droit interne au contenu de la Convention de Lugano, fut abrogée lors de l'entrée en vigueur du CPC en 2011, le contenu de la LFors ayant été transféré aux articles 9-46 CPC.

### Procédure d'adoption

#### Premier projet et procédure de consultation
Le 26 avril 1999, une commission d'experts fut mise sur pied par la Confédération suisse afin d'élaborer un projet de code. La commission rendit son projet début 2003, accompagné d'un rapport explicatif. Ce projet était fondé avant tout sur les codes cantonaux préexistants, tout en assurant un certain degré de compatibilité avec le droit des autres pays européens.
Une procédure de consultation eut lieu entre l'été 2003 et l'automne 2004, permettant de rassembler les avis de diverses institutions, des cantons, des partis politiques et de diverses autres organisations. À la suite de cela, le Conseil fédéral chargea le Département fédéral de justice et police d'élaborer un message destiné à éclairer les débats parlementaires ultérieurs. Le Conseil fédéral approuva ce message le 28 juin 2006, transmettant ainsi le projet au parlement suisse.

#### Débats parlementaires
Le projet du Conseil fédéral fut examiné en premier lieu par le Conseil des États, lors de la session parlementaire d'été 2007. Un an après, le Conseil national traita à son tour le projet. Les quelques divergences entre les Conseils furent aplanies lors des sessions parlementaires d'automne et d'hiver 2008, de sorte que le vote final approuvant le CPC - à la quasi-unanimité - put avoir lieu le 19 décembre 2008.

#### Absence de référendum et entrée en vigueur
Après le vote de l'Assemblée fédérale, le code fut publié dans la Feuille fédérale. Le délai référendaire, fixé au 16 avril 2009, expira sans avoir été utilisé. Par la suite, le code fut publié au Recueil officiel du droit fédéral et la date de l'entrée en vigueur fut fixée au 1er janvier 2011 par le Conseil fédéral.

### Principales nouveautés apportées
Le code étant une synthèse de différents droits cantonaux, le caractère « nouveau » de certaines dispositions variera selon le canton d'origine de l'observateur. On peut toutefois évoquer, parmi divers éléments innovants :
- l'accent mis sur le règlement extrajudiciaire des conflits (notamment la conciliation et la médiation). Aussi l'art. 197 CPC prévoit-il qu'en principe, « la procédure au fond est précédée d'une tentative de conciliation devant une autorité de conciliation »[10]. L'art. 198 CPC contient toutefois une liste d'exceptions à ce principe ; les parties au procès peuvent également y renoncer dans les conditions décrites à l'art. 199 CPC.
- l'utilisation de la procédure simplifiée (dans laquelle la plainte peut aussi être déposée oralement (art. 244 CPC)) dans des causes dites sociales (art. 243 al. 2 CPC), c'est-à-dire des litiges portant essentiellement sur :
  - l'application de la loi sur l'égalité.
  - les cas de menaces et de harcèlement au sens de l'art. 28b CC.
  - les baux à loyer.
  - le droit d'accès à des données personnelles.
  - l'information et la consultation des travailleurs dans les entreprises.
  - les assurances-maladie complémentaires à l'assurance-maladie de base.
- la reconnaissance du droit d'action des associations et des organisations, qui peuvent faire valoir en leur propre nom les intérêts de leurs membres (art. 89 al. 1 CPC). Toutefois, ces associations et organisations ne peuvent demander au juge qu'une interdiction des atteintes causées aux intérêts de leurs membres, mais non des dommages-intérêts (art. 89 al. 2 CPC). Le droit suisse ne reconnaît pas ainsi les class actions à l'américaine.

## Plan général
- Partie 1 : Dispositions générales (art. 1-196)
  - Titre 1 : Objet et champ d'application
  - Titre 2 : Compétence des tribunaux et récusation
  - Titre 3 : Principes de procédure et conditions de recevabilité
  - Titre 4 : Litispendance et désistement d'action
  - Titre 5 : Parties et participation de tiers au procès
  - Titre 6 : Actions
  - Titre 7 : Valeur litigieuse
  - Titre 8 : Frais et assistance judiciaire
  - Titre 9 : Conduite du procès, actes de procédure et délais
  - Titre 10 : Preuve
  - Titre 11 : Entraide judiciaire entre tribunaux suisses
- Partie 2 : Dispositions spéciales (art. 197-352)
  - Titre 1 : Conciliation
  - Titre 2 : Médiation
  - Titre 3 : Procédure ordinaire
  - Titre 4 : Procédure simplifiée
  - Titre 5 : Procédure sommaire
  - Titre 6 : Procédures spéciales en droit matrimonial
  - Titre 7 : Procédure applicable aux enfants dans les affaires de droit de la famille
  - Titre 8 : Procédure applicable en matière de partenariat enregistré
  - Titre 9 : Voies de recours
  - Titre 10 : Exécution
- Partie 3 : Arbitrage (art. 353-399)
  - Titre 1 : Dispositions générales
  - Titre 2 : Convention d'arbitrage
  - Titre 3 : Constitution du tribunal arbitral
  - Titre 4 : Récusation, révocation et remplacement des arbitres
  - Titre 5 : Procédure arbitrale
  - Titre 6 : Sentence
  - Titre 7 : Recours contre la sentence
- Partie 4 : Dispositions finales (art. 400-408)
  - Titre 1 : Exécution
  - Titre 2 : Adaptation de la législation
  - Titre 3 : Dispositions transitoires
  - Titre 4 : Référendum et entrée en vigueur

## Champ d'application

### Champ d'application matériel
Le code de procédure civile suisse s'applique aux décisions judiciaires uniquement si le droit fédéral matériel prescrit une autorité judiciaire.
Premièrement, le CPC définit la procédure applicable devant les juridictions cantonales aux affaires civiles contentieuses (art. 1 let. a CPC). Le Tribunal fédéral a déterminé la notion d'"affaire civile" par l'usage de critères, tels que le critère fonctionnel ou le critère de subordination. Une affaire contentieuse suppose l'existence d'un conflit basé sur des rapports de droit privé entre au moins deux parties.
Deuxièmement, la présente loi a également pour objet les décisions judiciaires de la juridiction gracieuse (art. 1 let. b CPC). Ces décisions ne concernent pas des affaires contentieuses, car une modification ultérieure est possible et le demandeur n'a aucune partie adverse. Ainsi, le jugement rendu permet d'obtenir un simple concours des autorités afin de créer, modifier ou supprimer un droit privé : lors d'une requête en changement de nom par exemple (art. 30 CC).
Troisièmement, le CPC prévoit la procédure applicable aux décisions judiciaires en matière de droit de la poursuite pour dette et la faillite (art. 1 let. c CPC). L'exécution de telles décisions relèvent de la LP (art. 335 al. 2 CPC). Toutefois, les plaintes à l'autorité de surveillance et les décisions d'exécution des offices des poursuites et faillites ne sont pas soumises au CPC.
Finalement, le CPC s'applique à l'arbitrage interne (art. 1 let. d CPC), réglé aux art. 353 ss CPC. L'arbitrage international n'entre pas dans le champ d'application du CPC et est soumis aux art. 176 à 194 LDIP.